# Peugeot 307 CC
Peugeot 307 CC är coupé/cabriolet-formen av Peugeot 307, som lanserades 2003 som årsmodell 2004.
Modellen finns med bensinmotorer på 1,6 och 2,0 liter, och med en dieselmotor på 2,0 liter, och ansiktslyftades 2005 på årsmodell 2006.
Modellen ersätts 2008 av Peugeot 308 CC.

## Motoralternativ
| Modell  | Årsmodell | Motor                   | Cylindervolym | Effekt | Vridmoment | Bränslesystem      |
| ------- | --------- | ----------------------- | ------------- | ------ | ---------- | ------------------ |
| 1.6     | 2004-2008 | 4-cyl radmotor DOHC 16V | 1587 cm³      | 109 hk | 146 Nm     | Bränsleinsprutning |
| 2.0     | 2004-2005 | 4-cyl radmotor DOHC 16V | 1997 cm³      | 136 hk | 190 Nm     | Bränsleinsprutning |
| 2.0     | 2006-2008 | 4-cyl radmotor DOHC 16V | 1997 cm³      | 140 hk | 200 Nm     | Bränsleinsprutning |
| 2.0     | 2004-2008 | 4-cyl radmotor DOHC 16V | 1997 cm³      | 177 hk | 202 Nm     | Bränsleinsprutning |
| 2.0 HDi | 2006-2008 | 4-cyl radmotor DOHC 16V | 1997 cm³      | 136 hk | 320 Nm     | Turbodiesel        |

- Wikimedia Commons har media som rör Peugeot 307 CC.